# Супермен (киноперсонаж, 1978)
Супермен (Кал-Эл) (англ. Superman (Kal-El)) или Кларк Кент (англ. Clark Kent) — персонаж, сыгранный Кристофером Ривом в серии фильмов «Супермен» Warner Bros., созданных Ильей и Александром Салкиндом, и является адаптацией оригинального персонажа комиксов, Супермена. Многие актёры были прослушаны перед тем как на роль был выбран Кристофер Рив. Супермен изображается как супергерой, отстаивающий «правду, справедливость и американский путь».
Персонаж был встречен положительно, а игра Рива признана одной из лучших в супергеройских фильмах. Эта итерация считается культовой среди версий персонажа в живом исполнении.
Фильм 2006 года «Возвращение Супермена» послужил мягким перезапуском для франшизы, где Брэндон Раут сыграл более позднюю итерацию персонажа после паралича Рива в 1995 и смерти в 2004 году. Фильм был посвящен ему и его жене Дане, которая умерла через два года после смерти мужа, незадолго до его выхода на экраны.
CGI-версия Рива в роли Супермена появляется в фильме Расширенной вселенной DC «Флэш» (2023), который включил персонажа в мультивселенную франшизы вместе с омоложённой Хелен Слейтер в роли Супергёрл.

## Разработка и исполнение

### Кристофер Рив

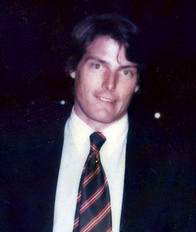
Кристофер Рив, актёр, выбранный для оригинальной серии фильмов

Процесс разработки за созданием персонажа DC Comics Супермена в фильме «Супермен» от Марио Пьюзо, Дэвида Ньюмана, Лесли Ньюман и Роберта Бентона начался, когда Илья Салкинд купил права на фильм для персонажа. Многие режиссёры и актёры из списка A рассматривались до того, когда Ричард Доннер не взял на себя обязанности режиссёра, а на роль был выбран Кристофер Рив. Первоначально фотография и резюме Рива были отвергнуты много раз, и Рив думал, что не получит роль после того, как сам себя описал как «тощий БАСП». Его внешность изначально была очень стройной. Он отказался носить искусственные мускулы и вместо этого перешёл на тренировочный режим под руководством бывшего чемпиона Великобритании по тяжелой атлетике Дэвида Проуза, который состоял из утреннего бега, затем двух часов тяжёлой атлетики и девяноста минут на батуте. Рив также удвоил потребление пищи и перешёл на протеиновую диету. Он добавил 30 фунтов (14 кг) мускулов к своей худой фигуре в 189 фунтов (86 кг). Позже он добился ещё больших успехов в фильме «Супермен III» (1983), хотя в фильме «Супермен IV: В поисках мира» (1987) он решил, что для здоровья было бы лучше сосредоточиться на сердечно-сосудистых тренировках. Одной из причин, по которой Рив не смог так хорошо работать над «Суперменом IV: В поисках мира», была экстренная аппендэктомия, которую он перенёс в июне 1986 года.
Рив никогда не был поклонником Супермена или комиксов, хотя смотрел телесериал «Приключения Супермена» с участием Джорджа Ривза. Рив обнаружил, что эта роль представляла собой подходящий вызов, потому что это была двойная роль. Он сказал: «Должно быть какое-то стилистическое различие между Кларком и Суперменом. Иначе у вас просто пара очков, заменяющая персонажа».

### Джефф Ист
Джефф Ист сыграл подростка Кларка Кента. Его строки были перезаписаны Ривом во время постпроизводства. «Я был недоволен этим, потому что продюсеры никогда не рассказывали мне, что они имели в виду», — прокомментировал Ист. «Это было сделано без моего разрешения, но оказалось, что всё в порядке. Крис хорошо поработал, но это вызвало напряженность между нами. Спустя годы мы решили наши проблемы друг с другом». Ист порвал несколько мышц бедра, выполняя трюк на бегу рядом с поездом. Каждый день ему требовалось от трёх до четырёх часов, чтобы добавить ортопедический макияж на его лицо, чтобы он был похож на Рива.

## Описание и характеристики

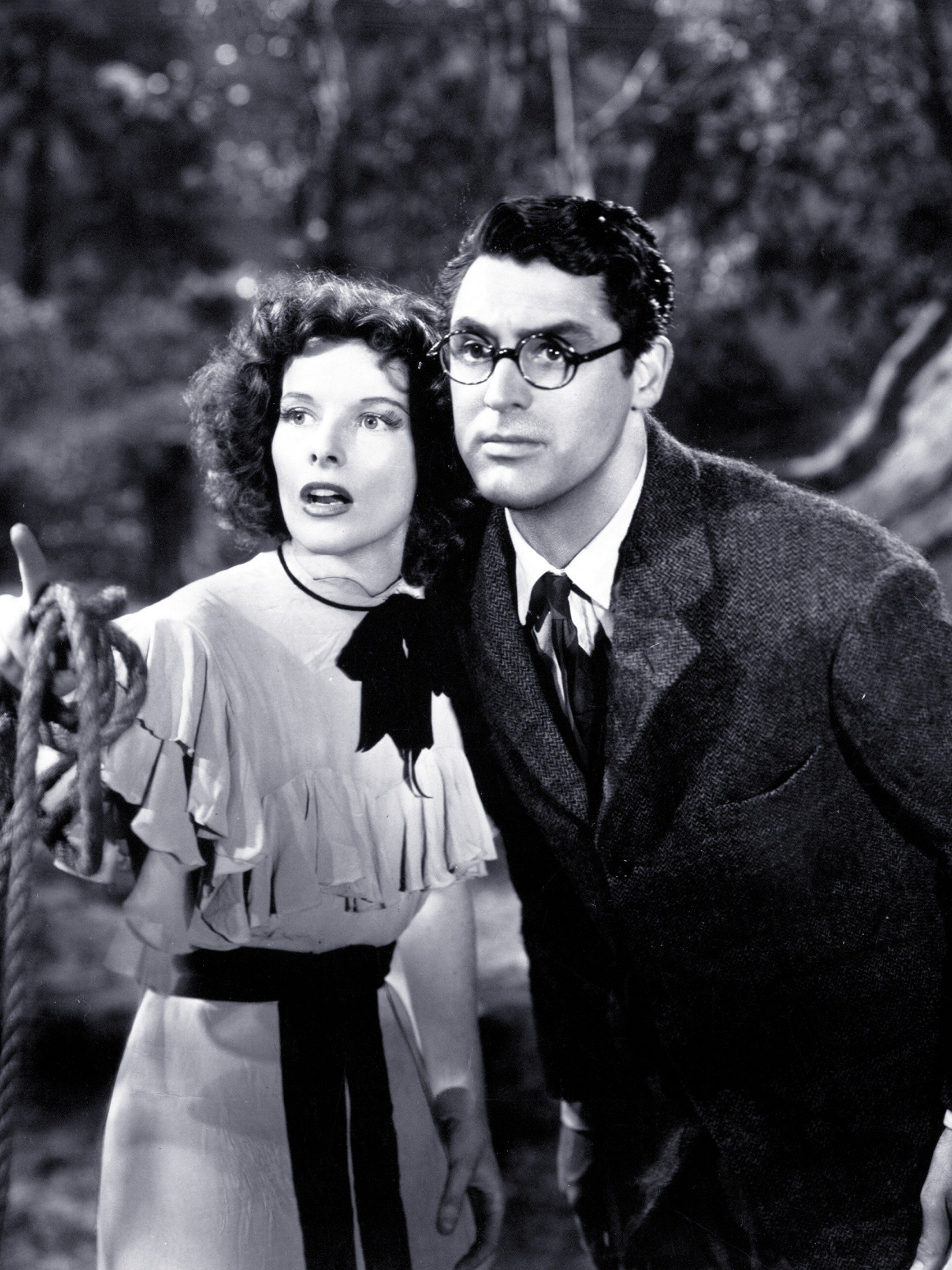
Кристофер Рив смоделировал свое исполнение Кларка Кента на игре Кэри Гранта в фильме «Воспитание крошки» (как показано справа)

Кристофер Рив впервые представил приближение своей роли во время полёта в Лондон. Он чувствовал, что в 1970-е годы мужской образ изменился и что «мужчина должен проявлять мягкость и уязвимость». Он также чувствовал, что «новый Супермен должен отражать современный мужской образ». Рив основывал свое исполнение Кларка Кента, альтер эго Супермена, на игре Кэри Гранта в его роли доктора Дэвида Хаксли в фильме «Воспитание крошки». Личность Супермена, изображённая в фильмах это добрый человек с небольшим конфликтом или без него, который выступает за «правду, справедливость и американский путь» — повторяющуюся тему, которую разделяет персонаж в оригинальной радиопрограмме «Приключения Супермена». Однако благородный Супермен, которого играет Рив, скрывает свою тайную личность, притворяясь неуклюжим и встревоженным репортёром по имени Кларк Кент. Лоис Лейн безразлична к нему, но разделяет его одержимость Суперменом. Рив чувствовал, что, хотя Супермен придерживается «правды, справедливости и американского пути», в нём не было ничего осознанного — это было просто то, во что он верил.

## Роль во франшизе

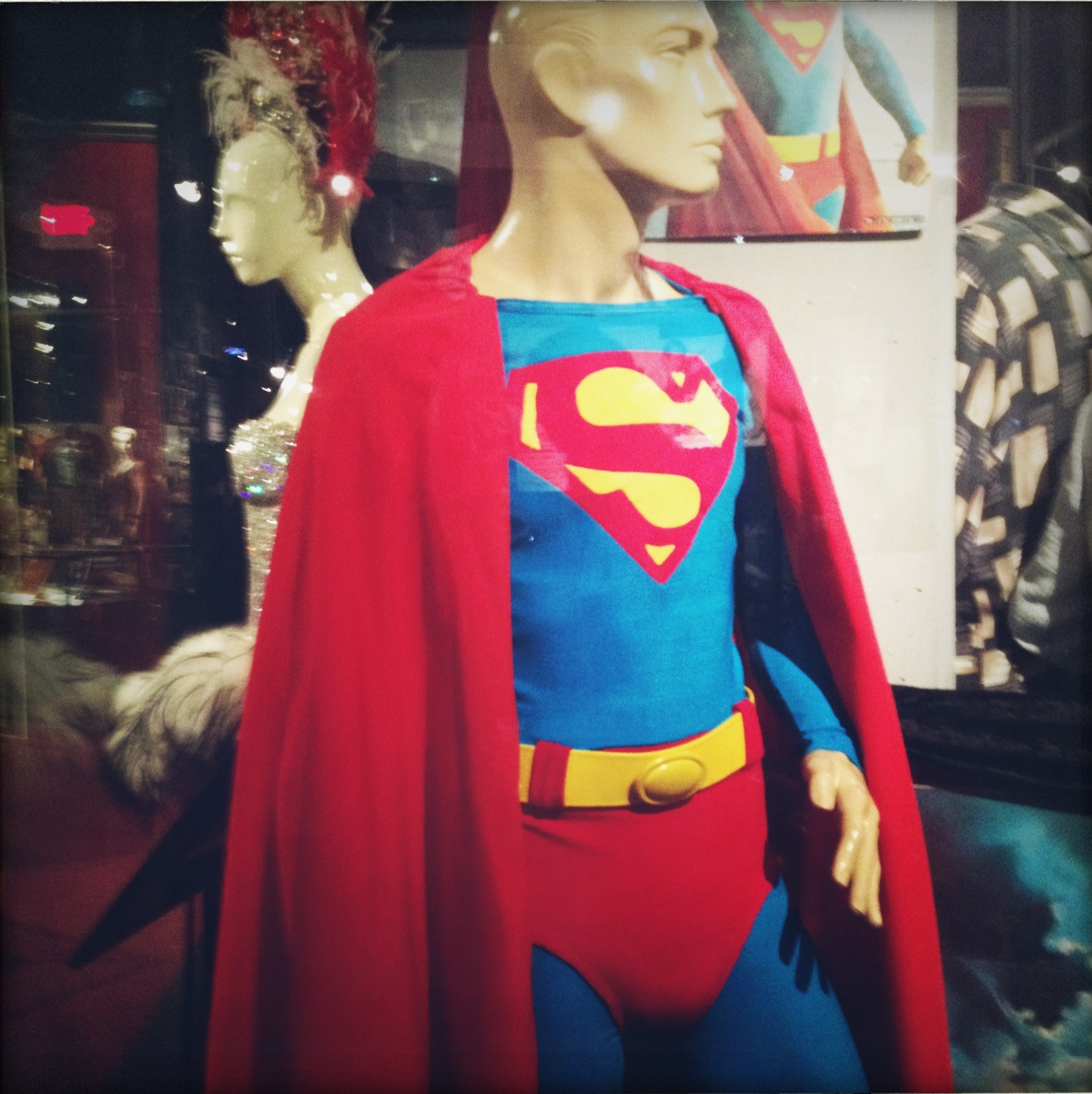
Костюм Супермена, использованный в фильме в музее Голливуда.

Фильм «Супермен» рассказывает о происхождении Супермена, поскольку он изображает младенца Кал-Эла, спасающегося с обречённой планеты Криптон на Землю. В нём рассказывается о его жизни в Смоллвиле и Метрополисе, где он влюбляется в Лоис Лейн и идёт против злодея Лекса Лютора. «Супермен II» больше фокусируется на его романе с Лоис и изображает его сражающимся с криптонцами, Генералом Зодом, Урсой и Ноном. В «Супермене III» он воссоединяется со своей школьной любовью Ланой Лэнг. Он имеет дело со злым бизнесменом Россом Вебстером, который заставляет компьютерного хакера Гаса Гормана создавать технологию, которая разрушает мир, также делая Супермена злым. «Супермен IV: В поисках мира» показывает, как Супермен решает избавить мир от всех ядерных ракет. Ещё раз он сталкивается лицом к лицу с Лютором и его новым творением из ДНК Супермена под названием Ядерный Человек. Первоначально планировалось, что Кристофер Рив сдалает камео-появление в спин-офф фильме «Супергёрл» 1984 года с участием Хелен Слейтер в роли кузины Супермена, но вскоре отказался.

## Появления

### Супермен(1978)
В 1973 году продюсер Илья Салкинд убедил своего отца Александра купить права на Супермена. Они наняли Марио Пьюзо для написания сценария из двух фильмов и договорились со Стивеном Спилбергом о его режиссуре, хотя Александр Салкинд в конечном счёте выбрал кого-то другого. Марлон Брандо и Джин Хэкмен подписали контракт на роль Джор-Эла и Лекса Лютора соответственно, а Гай Хэмильтон был нанят на роль режиссёра. Однако Брандо столкнулся с судебным иском о непристойности в Италии из-за фильма «Последнее танго в Париже», и Хэмильтон не смог снимать в Англии, поскольку он нарушил свои налоговые платежи. Салкинды наняли Ричарда Доннера для режиссуры фильма. Доннер нанял Тома Манкевича, чтобы он доработал сценарий, придав ему серьёзный вид с христианским подтекстом. Кристофер Рив был выбран на роль Супермена. Фильм имел успех и критический, и коммерческий; выпущенный в рождественский сезон 1978 года, у него не было большой конкуренции, что заставило продюсеров поверить в то, что это было одним из факторов успеха фильма.

### Супермен II(1980)
Съёмки двух фильмов были омрачены плохими отношениями Доннера с Салкиндами, и с Ричардом Лестером в качестве посредника. Из-за превышения бюджета фильма создатели решили временно прекратить производство второго фильма и перенести кульминацию этого фильма в первый фильм. Несмотря на успех «Супермена», Доннер не вернулся, чтобы закончить «Супермена II», и он был завершён с Лестером, который придал фильму более насмешливый тон. «Супермен II» стал ещё одним финансовым успехом и успехом у критиков, несмотря на жёсткую конкуренцию с фильмом «В поисках утраченного ковчега» выпущенного в том же году. В 2006 году, получив множество запросов на создание собственной версии «Супермена II», Ричард Доннер и продюсер Майкл Тау создали собственную версию фильма и выпустили её 28 ноября 2006 года. Новая версия фильма получила положительные отзывы критиков и звёзд оригинального фильма.

### Супермен III(1983)
Для третьей части Илья Салкинд написал трактовку, которая расширила масштаб фильма до космического масштаба, представив злодеев Брэйниака и Мистера Миксизпитлика, а также Супергёрл. Warner Bros. отвергла это и создала свой собственный фильм «Супермен III», с участием Ричарда Прайора в роли компьютерного волшебника Гаса Гормана, который под влиянием магната-миллионера создает форму криптонита, которая превращает Человека из стали в злое «я». Переработанный сценарий превратил Брэйниака в злобный «совершенный компьютер» фильма. Несмотря на успех фильма, фанаты были разочарованы фильмом, в частности, игрой Прайора, разбавляющей серьёзный тон предыдущих фильмов, а также спорами по поводу изображения злого Супермена. Отклонённое предложение Ильи Салкинда было позже опубликовано в Интернете в 2007 году.

### Супергёрл(1984)
После получения прав на фильм о Супермене Александр Салкинд и его сын Илья Салкинд также приобрели права на персонажа, кузины Супермена, Супергёрл. «Супергёрл» была выпущена в 1984 году как спин-офф фильмов Рива; Рив должен был появится как камео, но в конечном итоге отказался от участия в производстве, хотя его образ появляется на фотографии. Хелен Слейтер играет главную роль в её первом кинофильме в заглавной роли, в то время как Фэй Данауэй сыграла главную злодейку, Селену; в фильме также участвовал Марк МакКлюр, повторяющий свою роль Джимми Олсена. Несмотря на то, что фильм плохо показал себя в прокате, Хелен Слейтер была номинирована на премию «Сатурн» за лучшую женскую роль.

### Супермен IV: В поисках мира(1987)
Cannon Films выбрала вариант для четвёртого фильма о Супермене Кристофера Рива, в котором Рив повторил эту роль из-за его интереса к теме фильма, касающейся ядерного оружия. Однако Cannon решила урезать бюджет, что привело к плохим спецэффектам и тяжелому повторному монтажу, что способствовало плохому восприятию фильма. Warner Bros. решила дать серии перерыв после негативной реакции на последние два фильма о Супермене.

### Возвращение Супермена(2006)

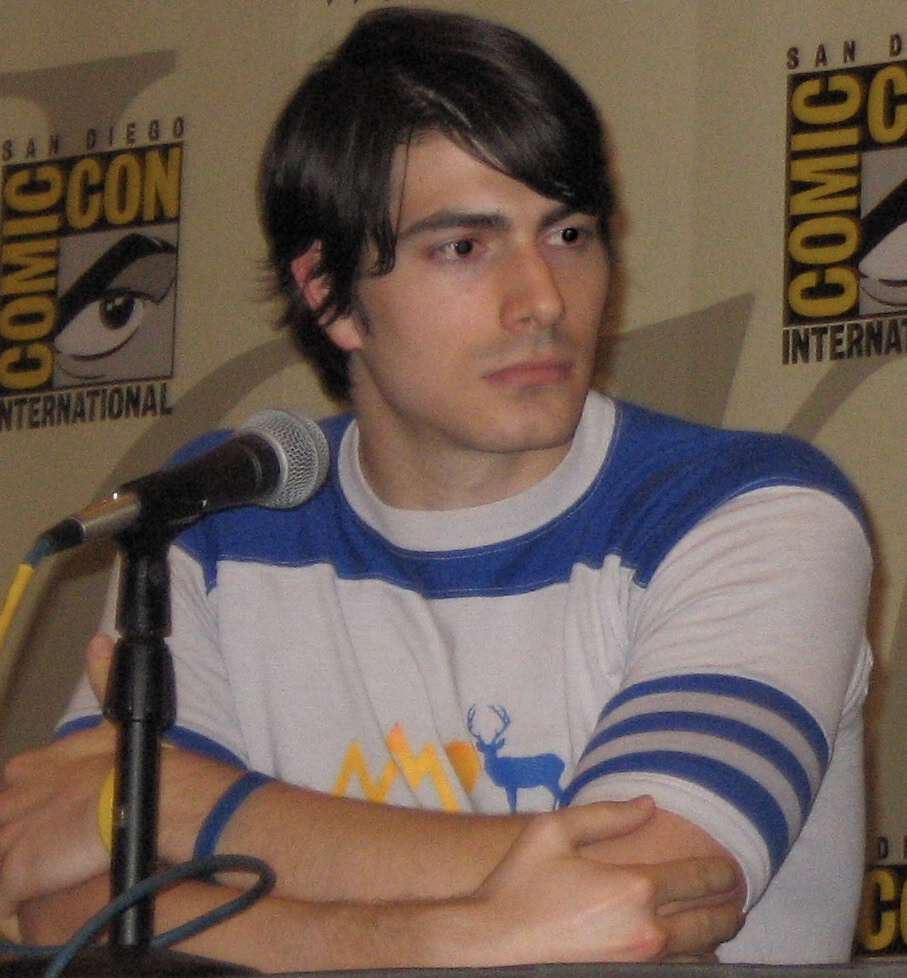
Брэндон Раут в 2006 году

После нескольких безуспешных попыток перезапусить франшизу, Брайан Сингер, который с детства был фанатом фильма Ричарда Доннера, обратился к Warner Bros с предложением снять новый фильм о Супермене. Он согласился, отказавшись от двух фильмов, которые уже находились в стадии пред-производства: «Люди Икс: Последняя битва» (режиссёром которого стал Бретт Ратнер) и ремейк фильма «Бегство Логана». Фильм действует как мягкий перезапуск франшизы и использует события первого фильма «Супермен» и, в меньшей степени, «Супермена II» в качестве предыстории, при этом напрямую не ссылаясь на события «Супермена III» и «Супермена IV: В поисках мира». Сюжет Сингера рассказывает о возвращении Супермена на Землю после пятилетних поисков выживших на Криптоне. Он обнаруживает, что в его отсутствие Лоис Лейн родила сына и обручилась. Сингер решил последовать примеру Доннера, выбрав относительно неизвестного Брэндона Раута на роль Супермена, который чем-то напоминал Кристофера Рива, и более высокопоставленных актёров на второстепенные роли, таких как Кевин Спейси на роль Лекса Лютора. Сингер привёл всю свою команду из фильма «Люди Икс 2» для работы над этим фильмом. Покойный Марлон Брандо появился в фильме как Джор-Эл благодаря расширенно-цифровым архивным кадрам. «Возвращение Супермена» получило смешанные отзывы и собрало около 391 миллиона долларов по всему миру.

### Вселенная Стрелы
Позже Раут повторил свою роль Супермена в кроссовере Вселенной Стрелы 2019 года «Кризис на Бесконечных землях». Во время кроссовера Супермен ссылается на своего сына, а также на события из «Супермена III».

## Приём
Персонаж и исполнение Кристофера Рива получили положительные отзывы кинокритиков и многих других журналистов. Американский институт киноискусства оценил взгляд Рива на Супермена в первом фильме как 26-й величайший герой всех времен в своем списке 100 лучших героев и злодеев по версии AFI. Business Insider поместил Супермена Рива на четвёртое место среди лучших супергеройских фильмов из двадцати, в то время как The Hollywood Reporter поместил его на третье место из пятидесяти лучших супергеройских фильмов. В 2009 году, Entertainment Weekly поместил Супермена на третье место в списке самых крутых героев поп-культуры. Марк Хьюз из Forbes считал, что Рив играет и Супермена и Кларка Кента как двух разных людей, и это было похоже на наблюдение за двумя разными актёрами на экране. Бен Кучера из Polygon высказал мнение, что «исполнение и Кларка Кента, и Супермена сделало персонажей отличными, и это было сделано через его тело».

### Награды
| Год  | Премия  | Категория                                       | Фильм                 | Результат | Пр.    |
| ---- | ------- | ----------------------------------------------- | --------------------- | --------- | ------ |
| 1979 | BAFTA   | Самый перспективный новичок в главных киноролях | Супермен              | Победа    | [ 34 ] |
| 1979 | Сатурн  | Лучшая мужская роль                             | Супермен              | Номинация | [ 35 ] |
| 1982 | Сатурн  | Лучшая мужская роль                             | Супермен II           | Номинация | [ 36 ] |
| 1984 | Сатурн  | Лучшая мужская роль                             | Супермен III          | Номинация | [ 37 ] |
| 2007 | Сатурн  | Лучшая мужская роль                             | Возвращение Супермена | Победа    | [ 38 ] |
| 2007 | Империя | Лучший мужской дебют                            | Возвращение Супермена | Победа    | [ 39 ] |